# Marielle Boers
Marielle Boers (Zwolle, 17 november 1985) is een Nederlands zwemster. Zij richt zich voornamelijk op de 50 en 100 meter vrije slag en de 50 meter schoolslag.

## Biografie

### Studie
In 2010 heeft zij haar bachelorstudie gezondheidswetenschappen voltooid aan de Vrije Universiteit Amsterdam, waar zij in 2012 ook haar mastergraad behaalde.

### Zwemcarrière
Boers is geboren met cerebrale parese en daardoor rolstoelgebonden. Van 2002 tot 2009 heeft ze deel uitgemaakt van het Nederlands team voor zwemmers met een handicap. In deze periode heeft zij deelgenomen aan verschillende wedstrijden in binnen- en buitenland. Onder andere in Tsjechië, Duitsland, Zuid-Afrika en Denemarken. Daarnaast won ze veel nationale titels. Pogingen om zich te plaatsen voor de Paralympische Spelen van 2004 en 2008 mislukten.
| Onderdeel        | Klasse | Prestatie | Datum            | Plaats         |
| ---------------- | ------ | --------- | ---------------- | -------------- |
| 50 m Schoolslag  | SB3    | 1.49.94   | 3 maart 2007     | Eindhoven      |
| 50 m Vrije Slag  | S4     | 1.17.09   | 17 oktober 2009  | Luxemburg stad |
| 100 m Vrije Slag | S4     | 2.47.16   | 23 augustus 2009 | Eindhoven      |

### Atletiekcarrière
Na deelname aan de Paralympische Talentdag van NOC*NSF in 2012, begon Boers met atletiek. Boers richt zich op het onderdeel clubwerpen. In 2013 maakte zij haar internationale debuut tijdens de IPC Athletics Grand Prix in Berlijn.
In 2015 won Boers haar 1e officiële (open) Nederlandse titel, die zij prolongeerde in 2016.
| Onderdeel  | Klasse | Afstand | Datum            | Plaats |
| ---------- | ------ | ------- | ---------------- | ------ |
| clubwerpen | F31    | 10m03   | 30 mei 2013      | Zwolle |
| clubwerpen | F32    | 14m21   | 25 augustus 2016 | Zwolle |

### Tafeltenniscarrière
In 2013 begon Boers, naast atletiek, met tafeltennis. In 2015 nam Boers voor het eerst deel aan de Nederlandse Kampioenschappen paratafeltennis, in Zoetermeer. Hier won zij in speelsterkte 6 de Nederlandse titel in het dubbelspel samen met Silvia Polstra.
In 2016 werden de Nederlandse Kampioenschappen paratafeltennis gehouden in Made. Tijdens deze kampioenschappen won Boers de zilveren medaille in het enkelspeltoernooi speelsterkte 6.Tevens behaalde Boers in oktober 2016 de derde plaats tijdens het ranglijsttoernooi in Amersfoort.
Tijdens de Nederlandse Kampioenschappen paratafeltennis 2017 in Rotterdam behaalde Boers samen met Femke Cobben de vierde plaats in het dubbelspeltoernooi speelsterkte 3.